# Ciguayo
Ciguayo (Hubabo) arawakan pleme koje je u vrijeme dolaska Španjolaca obitavalo u Dominikanskoj Republici. Prema Martyru (1912) njihov jezik dosta se razlikovao od njihovih susjeda i vjerojatno su dio Cahibo Indijanaca. Ciguayosi su živjeli na sjeveru Santo Dominga između rijeka Yaqui del Norte, Juana i atlantske obale, te od poluotoka Samana do oko Point Blanca. 
Martyr poznaje tek tri njihove grupe, Canabaco, Cubao i Xamana. Swanton drži da su oni možda isto pleme koje poznajemo pod imenom Macorixes ili Macoryzes.
José Barreiro (1990) navodi da su Maguana (poglavica Caonabo) i Higuey (poglavica Coyacoa) provincije ratobornog plemena Macorixes.  -Navedene poglavice poznate su iz vremena Columba. 

## Vanjske poveznice
- Arhivirana inačica izvorne stranice od 4. travnja 2005. (Wayback Machine)
- Arhivirana inačica izvorne stranice od 18. studenoga 2005. (Wayback Machine)